# Saša Bogunović
Saša Bogunović (ur. 1 sierpnia 1982 w Nowym Sadzie) – serbski piłkarz, były napastnik Widzewa Łódź.
Jego poprzednim klubem był ZTE Zalaegerszegi. W Orange Ekstraklasie rozegrał 34 mecze, strzelając sześć goli.